# Гро, Юрген
Юрген Гро (нем. Jürgen Groh; род. 17 июля 1956, Хеппенхайм, Гессен, ФРГ) — немецкий футболист, играл на позиции защитника.

### Клубная карьера
Свою футбольную карьеру Гро начал в местном клубе своего родного города — команде «Старкенбургия». В 18 лет он перебрался в «Бюрштадт», с которым в 1975 году стал чемпионом в любительской Немецкой лиге. Профессиональная карьера футболиста у Гро началась уже в 1976 году в «Кайзерслаутерне». В 1980 году он перешел в «Гамбург», и почти сразу Гро стал одним из ключевых игроков в команде Эрнста Хаппеля. С «Гамбургом» Гро стал двукратным чемпионом Германии, дошел до финала кубка УЕФА 1982 года (там «Гамбург» уступил ИФК Гётеборг). А в 1983 году выиграл финал Кубка Европы против туринского «Ювентуса». В 1985 году Гро переехал на шесть месяцев в Турцию и стал первым немецким игроком в «Трабзонспоре». Затем после аренды он вернулся в Германию и снова присоединился к ФК «Кайзерслаутерн». Там в 1989 году он закончил свою профессиональную карьеру футболиста.
Всего за свою карьеру немецкий защитник провел в Бундеслиге 351 матч (197 — в «Кайзерслаутерне» и 154 — в «Гамбурге») и забил в общей сложности семь голов.

### Карьера в сборной Германии
Гро защищал цвета национальной сборной дважды — во время товарищеских матчей, сначала в матче против сборной Исландии (3:1) 26 мая 1979 года, а затем 7 сентября 1983 года в матче против Венгрии (1:1).

### Достижения
«ФК Гамбург»
- Победитель Кубка европейских чемпионов 1982/83

- Финалист Кубка УЕФА 1981/82

- Чемпион Бундеслиги 1981/82, 1982/83